# Danilovka
Danilovka  (ucraniano: Данилівка) es una localidad del Raión de Berezivka en el Óblast de Odesa de Ucrania. Según el censo de 2001, tiene una población de 260 habitantes.